# Scaled and Icy
Scaled and Icy é o sexto álbum de estúdio do duo estadunidense Twenty One Pilots, lançado em 21 de maio de 2021, através da Fueled by Ramen e Elektra Records. O primeiro single, "Shy Away", foi lançado em 7 de abril de 2021. O nome do álbum, "Scaled and Icy", se for embaralhado, forma "Clancy is Dead", que significa "Clancy está morto" em inglês.

## Antecedentes e produção
Em 4 de março de 2019, cinco meses após o lançamento de seu quinto álbum de estúdio, Trench, a banda confirmou que eles estavam trabalhando em seu próximo álbum de estúdio. Sobre o possível tema, o vocalista Tyler Joseph disse: "Há um personagem, que ainda não foi falado em nenhum disco [e] que desempenha um grande papel na narrativa que, obviamente, precisa ser falado e é provavelmente onde estamos indo em seguida". Em 9 de abril de 2020, a dupla lançou a canção "Level of Concern", que marcou a primeira produção musical da dupla desde o lançamento de Trench. A canção encoraja o ouvinte a manter a esperança durante os tempos difíceis, especificamente falando sobre a pandemia de COVID-19. Em uma entrevista a Zane Lowe, em maio de 2020, Joseph expressou incerteza sobre se o álbum seguinte continuaria com a narrativa de Trench ou se seria um "álbum intermediário", explicando: "É meio difícil para mim explorar a história de Trench e o que estivemos construindo até àquele ponto sem estar lá fora, sem fazer turnês, sem ter aqueles shows ao vivo, sem interagir com nossos fãs".

## Lista de faixas
Todas as faixas foram compostas por Tyler Joseph. Todas as faixas foram produzidas por Tyler Joseph, exceto onde citado.
| Scaled and Icy – Edição Padrão |                   |                                    |         |  |
| N.º                            | Título            | Produtor(es)                       | Duração |  |
| 1.                             | "Good Day"        | Joseph Mike Elizondo               | 3:24    |  |
| 2.                             | "Choker"          | Joseph                             | 3:43    |  |
| 3.                             | "Shy Away"        | Joseph                             | 2:55    |  |
| 4.                             | "The Outside"     | Joseph                             | 3:36    |  |
| 5.                             | "Saturday"        | Joseph Greg Kurstin Paul Meany [a] | 2:52    |  |
| 6.                             | "Never Take It"   | Joseph                             | 3:32    |  |
| 7.                             | "Mulberry Street" | Joseph Elizondo                    | 3:44    |  |
| 8.                             | "Formidable"      | Joseph                             | 2:56    |  |
| 9.                             | "Bounce Man"      | Joseph                             | 3:05    |  |
| 10.                            | "No Chances"      | Joseph                             | 3:46    |  |
| 11.                            | "Redecorate"      | Joseph Meany                       | 4:05    |  |
| Duração total:                 | Duração total:    | Duração total:                     | 37:42   |  |

Notas
- ↑[a]  Indica um produtor adicional